# Indian Summer

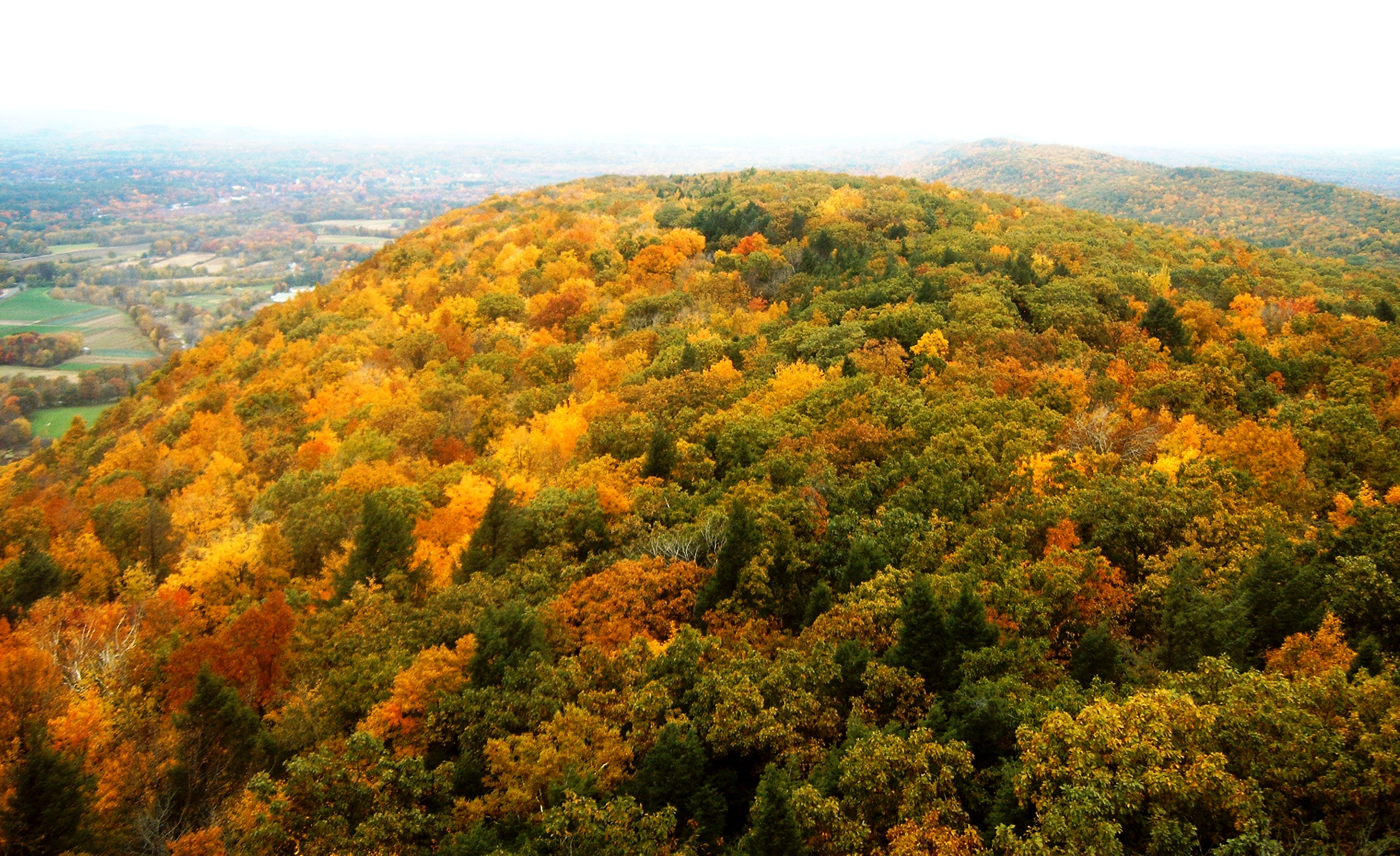
Indian Summer in Connecticut

Als Indian Summer (Französisch in Franko-Kanada: L’été indien oder l’été des Indiens) bezeichnet man eine ungewöhnlich trockene und warme Wetterperiode im späten Herbst auf dem nordamerikanischen Kontinent.
Das Phänomen wird begleitet von einem strahlend blauen Himmel, warmer Witterung und einer besonders intensiven Blattverfärbung in den Laub- und Mischwäldern. Es beschränkt sich auf ein Gebiet, das von den Mittelatlantikstaaten nördlich nach Neuengland reicht, sodann westlich über das Ohio-Tal und die Region der Großen Seen, den Mittleren Westen der USA, den nördlichen Teil der Great Plains und Kanada, also Gegenden, in denen es eine ausgeprägte Kälteperiode im Winter gibt. In der öffentlichen Wahrnehmung, in der Werbung und im Tourismus wird der Indian Summer jedoch überwiegend mit den US-Bundesstaaten Neuengland und mit Kanada assoziiert.

## Etymologie
„Indian summer“ bezeichnet im anglo-amerikanischen Sprachgebrauch die Wetterperiode bzw. den Zeitabschnitt im Herbst. Das Phänomen der Blattverfärbung nennt man „fall foliage“ oder kurz „foliage“, nach dem mittelenglischen „foliage“ (im Sinne von Blatt), das wiederum aus dem lateinischen „folium“ abgeleitet ist. Ein weiterer umgangssprachlicher Begriff, der damit in Zusammenhang steht, ist „leaf peeping“, das Verfolgen, Beobachten und Fotografieren der Blattverfärbung.
Die Wortherkunft von Indian Summer ist ungeklärt, obwohl verschiedene spekulative Ansichten in der Literatur – und mehr noch im Internet – verbreitet werden. Die Wortschöpfung könnte zum Beispiel von der Haupt-Jagdsaison der nordamerikanischen Ureinwohner im Herbst abgeleitet sein, aber auch von der günstigen Witterung, die Überfälle auf koloniale Siedler noch vor dem Einsetzen des Winters begünstigte.
Die Irokesen erzählen sich die Legende von der Jagd auf den großen Bären. Jeden Herbst verfolgen zwei Jäger den großen Bären, dessen magische Kraft ihn hoch in den Himmel trägt. Doch die unermüdlichen Jäger und ihr Hund folgen ihm auch dorthin und erlegen ihn nach langer Hatz. Das Blut des Bären tropft auf die Erde und färbt die Blätter des Ahornbaumes rot. Wenn man zum Himmel sieht, kann man den Großen Bären (das aus vier Sternen gebildete Trapez im Sternbild des großen Wagens) und dicht dahinter die beiden Jäger und ihren Hund (die drei Deichselsterne) erkennen.
Indian Summer hat mittlerweile auch in andere Sprachen, zum Beispiel ins Deutsche, unmittelbar Eingang gefunden.

## Wetter- und Naturphänomen

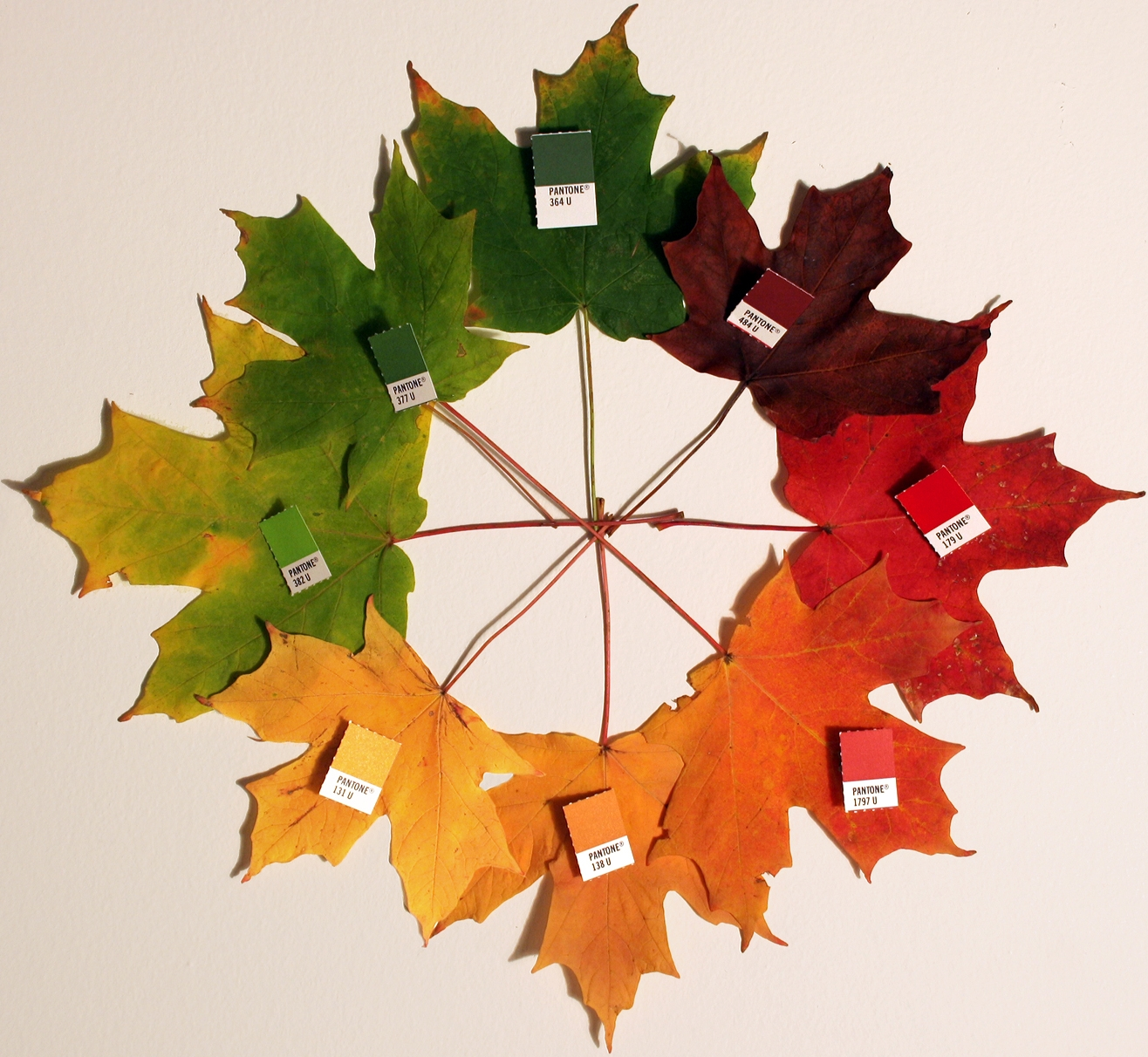
Farbspektrum des kanadischen Zuckerahorns

Die typische Herbstwetterlage, die einen schönen Indian Summer auslöst, ist ein ausgedehntes Hochdruckgebiet entlang der amerikanischen Ostküste nach vorangegangenen ersten Nachtfrösten. Warmluft aus dem Süden und Südwesten der Vereinigten Staaten strömt nach Norden und sorgt für ansteigende Temperaturen. In den meisten Jahren bleibt eine solche Wetterlage für Tage oder gar Wochen stabil, bis ein atlantisches Tiefdruckgebiet mit einer begleitenden Kaltfront für einen Wetterumschwung sorgt.
In der Regel verfärben sich nach den ersten kalten Tagen die Blätter in nördlichen Höhenlagen zuerst. An den Berghängen Kanadas beginnt die Blattverfärbung bereits Ende August. Sie schreitet dann kontinuierlich, je nach Wetterlage aber auch sprunghaft, nach Süden voran. Die typische „Fall Foliage“ beginnt in Alaska und Kanada und verbreitet sich danach über die gesamten Vereinigten Staaten nach Süden, mit dem Schwerpunkt in den Neuenglandstaaten Maine, New Hampshire, Vermont, Massachusetts, Rhode Island und Connecticut. Den Höhepunkt erreicht die Foliage zwischen Anfang Oktober im Norden und dem späten Oktober im Süden Neuenglands. Selbst in Kalifornien und im Norden Floridas ist die Blattverfärbung auszumachen.
Je nach Witterung können sich die Zeiträume aber verschieben. Starke Kälte und ein früh einsetzender Nachtfrost beschleunigen die Laubfärbung, ein warmer und sonniger Spätsommer mit Tagestemperaturen über 20 °C verlangsamt den Prozess.
Jeder Staat Neuenglands zeigt während des Indian Summers sein eigenes Farbspektrum, abhängig von der Zusammensetzung der Vegetation in den Laubwäldern. Es wird behauptet, die intensivste Färbung fände man in Vermont in den USA, da der Zucker-Ahorn, dessen Blätter sich von grün nach gelb, orange, rot und braun verfärben, einer der häufigsten Bäume Neuenglands ist. Dessen Verbreitung sorgt für das einzigartige, leuchtende Scharlachrot in den Wäldern. Diese Vegetation kommt jedoch auch in den Mischwäldern von Ostkanada, insbesondere in der Provinz Québec recht häufig vor. Auch hier erlebt man das Farbspektrum, das in dieser großen Vielfalt und Leuchtkraft in Europa nicht zu finden ist.

## Tourismus

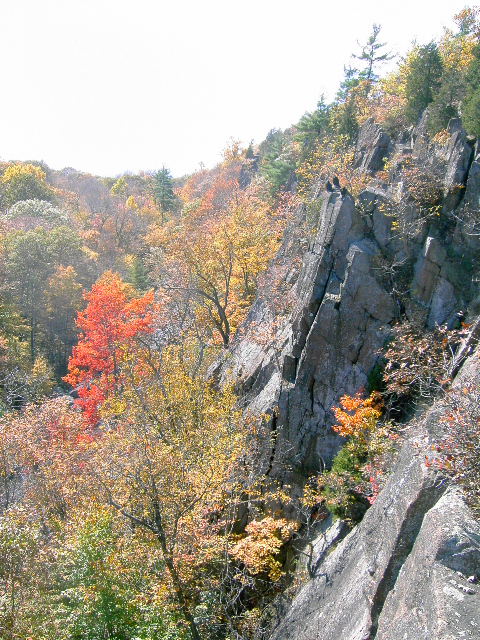
Indian Summer beim Sleeping Giant (Connecticut)

Nicht nur einheimische Touristen, sondern auch viele Besucher aus Übersee nutzen diese Zeit für Trekking-, Kanu- und Wandertouren. Es ist daher nicht verwunderlich, dass das sich jährlich wiederholende Ereignis von der Tourismusbranche werbewirksam genutzt wird. Pensionen und Hotels sind an den Wochenenden der Foliage ausgebucht und Tagestouristen sorgen auf den Panoramastraßen für Verkehrsstauungen. Im Herbst haben die Neuenglandstaaten besondere Foliage-Info-Telefone geschaltet, bei denen man sich über den aktuellen Stand und das Fortschreiten der Blattverfärbung informieren kann. Zudem veröffentlichen staatliche Behörden und private Anbieter mehrfach pro Woche aktualisierte Foliage Reports im Internet.
Nachfolgend eine Auswahl der Orte, an denen die Blattverfärbung besonders gut zu beobachten ist (ohne Anspruch auf Vollständigkeit):
- Appalachian Trail, ein etwa 3.500 Kilometer langer Fernwanderweg in den USA
- Baxter State Park in Maine (USA)
- Cape-Breton-Highlands-Nationalpark in Nova Scotia (Kanada)
- Camden Hills State Park in Maine (USA)
- Green Mountain National Forest in Vermont (USA)
- Kingston und Umgebung, Rhode Island (USA)
- Litchfield Hills in Connecticut (USA)
- Parc national du Mont-Mégantic in der Provinz Québec (Kanada)[6]
- White Mountain National Forest in New Hampshire (USA)

## Marketingprodukt
Auch die Werbeindustrie hat sich das Ereignis zunutze gemacht. Es existieren zahlreiche Produkte mit dem Namen Indian Summer: ein Gesellschaftsspiel, Parfüms, Kosmetikserien, sogar komplette Modekollektionen. Es gibt auch einen Comicstrip gleichen Namens, der zur Zeit der Pilgerväter spielt, sowie einen Film von 1997 mit Bill Nighy mit dem Originaltitel Indian Summer (deutscher Titel: Alive & Kicking – Jetzt erst recht). Noch ein weiterer amerikanischer Film, eine Tragikomödie aus dem Jahr 1993, trägt den Titel Indian Summer (deutscher Titel: Indian Summer – Eine wilde Woche unter Freunden). Der Musiker Friedemann Witecka veröffentlichte 1987 ein ebenso betiteltes Album.

## Vergleichbare Phänomene
Vergleichbare, jedoch lokal unterschiedliche Naturphänomene sind:
- Altweibersommer in Europa
- Goldener Oktober in Europa
- Momijigari in Japan
- Ruska-Aika in Lappland